# 淺石優
淺石 優（あさいし まさる、1947年-　）は、日本の建築家である。東京都市大学（旧武蔵工業大学）都市生活学部教授。日本設計プリンシパルデザイナー。ガラスを多用した建築を得意とする。東京都生まれ。

## 略歴
1970年（昭和45年）、武蔵工業大学工学部建築学科卒業。1969年から1971年にかけて、Space Design Groupで石田医院の設計と監理。1972年から日本設計。武蔵工業大学客員教授、東京理科大学理工学部非常勤講師歴任。1989年の日本建築学会賞を受賞。2010年には日本建築学会作品選奨。グランドプラザ、アクロス福岡でAACA賞受賞。代表作に相模女子大学体育館マーガレットホール、多摩動物公園の昆虫生態園、アミュゼ柏、アクアマリンふくしま、熱帯ドリームセンター、富山市庁舎、読売広告社社屋、秩父市歴史文化伝承館、など。